# 108 Rois-Démons
Pour plus de détails, voir Fiche technique et Distribution.
108 Rois-Démons est un film d'animation franco-belgo-luxembourgeois réalisé par Pascal Morelli, sorti en 2015. Réalisé en images de synthèse, c'est un film d'aventure ayant pour cadre la Chine médiévale.

## Synopsis
L'histoire se déroule au XIIe siècle, dans l'empire de Chine. À cette époque, la population est terrorisée par les 108 rois démons. Selon les rumeurs qui courent dans l'empire, ce sont eux qui ont assassiné l'empereur ; en réalité c'est Gao l'assassin qui a usurpé le trône. Pour les vaincre, il faudrait avoir le courage de cent tigres, la force de mille buffles, la ruse d'autant de serpents...et une chance de pendu. Le jeune prince Duan, le fils du feu empereur, n'a que ses illusions romanesques et de l'embonpoint. Il sera ensuite aidé par Zhang-le-parfait, un vieux moine, maître du tao. Ensemble, ils réuniront quelques valeureux combattants qui protégeront le prince et feront échouer le plan de l'infâme Gao. Ils feront aussi revivre la légende de 108 rois démons par leurs nombreuses victoires.

## Fiche technique
- Titre : 108 Rois-Démons
- Réalisation : Pascal Morelli
- Scénario : Pascal Morelli et Jean Pécheux, d'après le roman Au bord de l'eau de Shi Nai'an
- Montage : Alexandre Coste
- Photographie : François Hernandez
- Musique : Rolfe Kent
- Animateur : Olivier Joubert
- Producteur : Vincent Roget et François Cornuau
  - Coproducteur : Mark Gao, Genevieve Lemal, Christelle Henon, Lilian Eche, Dominique Ambiel, Michel Pinard, Daniel Goudineau et Marc Bonny
- Production : Bidibul Productions, Scope Pictures, Fundamental Films, Gebeka Films, Kayenta Films, France 3 et A Prime Group, en association avec la SOFICA Cinémage 6
- Distribution : Gebeka Films
- Pays d’origine :  France,  Belgique,  Luxembourg et  Chine
- Genre : animation
- Durée : 104 minutes
- Dates de sortie :
  - France : 21 janvier 2015
  - Belgique : 18 février 2015

## Distribution
- Sylvain Mounier (Voix : Lucien Jean-Baptiste) : Tourbillon Noir
- Mélissa Cornu (Voix : Bertrand Nadler) : Tête de Léopard / Lin Chong
- Hugues Hausman (Voix : Jean-Yves Chatelais) : L'Empereur
- Sylvain Mounier (Voix : Franck Capillery) : Face Blanche
- Claire Gilbertas (Voix : Daniela Labbé-Cabrera) : Vipère Jaune
- Myrtille Harris (Voix : Philippe Catoire) : Zhang
- Hanako Danjo (Voix : Lucile Boudonnat) : Duan petit
- Pauline Laulhe (Voix : Hélène Bizot) : Duan grand / La brindille
- Hanako Danjo (Voix : Hanako Danjo) : Pei-Pei
- Jean-Philippe Lejeune (Voix : Xavier Aubert) : Cai Jing
- Laurent d'Elia (Voix : Mark Antoine) : Maréchal Gao
- Myrtille Harris (Voix : Jean-Loup Horwitz) : Doyen des Mandarins : Seigneur Hou
- Julien Collard (Voix : Julien Lucas) : Lieutenant Ho
- Hugues Hausman (Voix : Roland Timsit) : Mort Prématurée
- Angelo Dello Spedale (Voix : Pierre Forest) : Trépas Instantané
- Jean-Philippe Lejeune (Voix : Franck Gourlat) : Barbe Pourpre
- Laurent d'Elia (Voix : Michel Melki) : Tonnerre Fracassant
- Laurent Van Der Rest (Voix :Guillaume Lebon) : Scorpion de Fer
- Benoit Vivien (Voix :Gérard Loussine) : Seigneur Feng
- François Flocchi (Voix :Gérard Malabat) : Le scribe
- Myrtille Harris (Voix :Gérard Malabat) : Préfet Li
- (Voix :Gérard Loussine) : Chambellan / Le Bourreau
- Nicolas Philippe : Archer-Prodigieux
- Thomas Delvaux : Soldat
- Robert Bui : Premier Gendarme
- François Flocchi : Aubergiste
- Benoit Vivien : Ministre